# Collepasso
Collepasso ist eine südostitalienische Gemeinde (comune) mit 5554 Einwohnern (Stand 31. Dezember 2023) in der Provinz Lecce in Apulien. Die Gemeinde liegt etwa 31,5 Kilometer südlich von Lecce im Salento.

## Geschichte
Die Gemeinde wird urkundlich erstmals im 13. Jahrhundert als Colopati erwähnt.

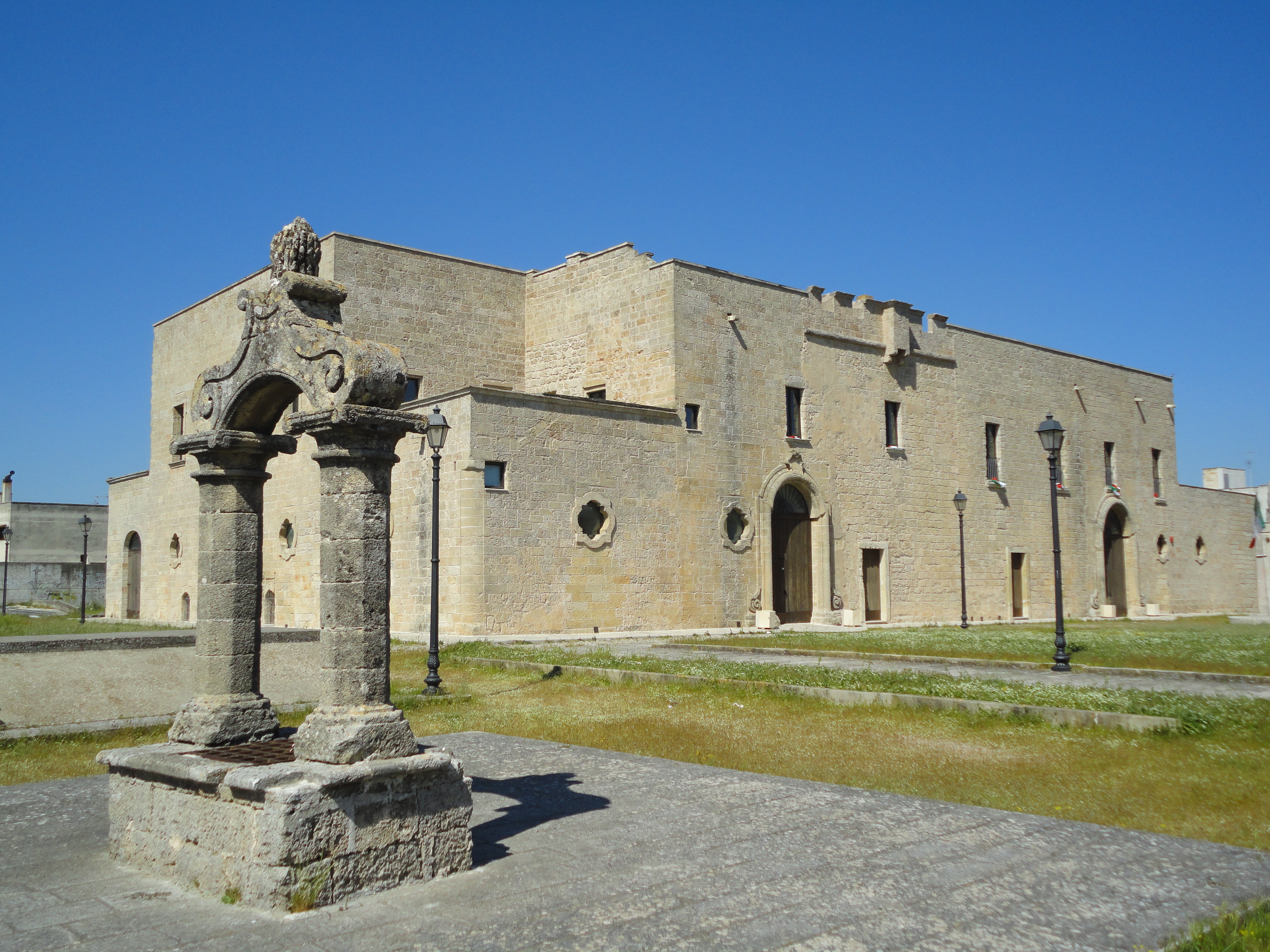
Palazzo baronale in Collepasso

## Persönlichkeiten
- Giuseppe Mengoli (* 1965), römisch-katholischer Geistlicher und Bischof von San Severo